# If on a Winter’s Night...
If on a Winter's Night... – dziewiąty solowy album Stinga, wydany jesienią 2009 roku.
Tematem przewodnim albumu jest zima. Płyta zawiera kolędy, pastorałki i inne utwory o zimowym nastroju i tematyce. Tytuł jest zainspirowany powieścią Jeśli zimową nocą podróżny autorstwa Italo Calvino.
30 listopada 2009 r. ukazało się także DVD o podobnym tytule (A Winter's Night... Live from Durham Cathedral), zawierające nagranie koncertu z katedry w Durham.
W Polsce nagrania osiągnęły status poczwórnej platynowej płyty.

## Lista utworów
Wszystkie piosenki w aranżacji Stinga i Roberta Sadina.
1. Gabriel's Message – 2:32[14]
  - Tradycyjna, baskijska kolęda (eu. Birjina gaztetto bat zegoen)
  - Utwór w wykonaniu Stinga (w innej aranżacji) znalazł się po raz pierwszy na stronie B singla Russians (7", 1985)[1]
2. Soul Cake – 3:26[14]
  - A Soalin, angielska "pieśń żebraków"[14]
  - Słowa i muzyka: Tracey Batteast, Elena Mezzetti, Paul Stookey[1]
3. There Is No Rose of Such Virtue – 4:01[14]
  - Utwór tradycyjny (autor anonimowy)[1]
4. The Snow It Melts the Soonest – 3:42[14]
  - Utwór tradycyjny[1], ballada pochodząca z Newcastle[14]
5. Christmas at Sea – 4:34[14]
  - Słowa: Robert Louis Stevenson[1][11]
  - Muzyka: Mary Macmaster, Sting[1]
6. Lo, How a Rose E'er Blooming – 2:40[14]
  - Słowa (oryginalnie): jest to tradycyjna, niemiecka kolęda (niem. Es ist ein Ros entsprungen)

WikibooksZobacz publikację na Wikibooks: Es ist ein Ros entsprungen.
  - Słowa (angielski przekład): Theodore Baker[1]
  - Muzyka: Michael Praetorius[1]
7. Cold Song – 3:14[14]
  - Słowa: John Dryden[1]
  - Muzyka: Henry Purcell[1]
8. The Burning Babe – 2:46[14]
  - Słowa: Robert Southwell[1]
  - Muzyka: Chris Wood[1]
9. Now Winter Comes Slowly – 3:04[14]
  - Słowa: Thomas Betterton[1]
  - Muzyka: Henry Purcell[1]
10. The Hounds of Winter – 5:45[14]
  - Słowa i muzyka: Sting[1]
  - Utwór (w innej aranżacji) znalazł się po raz pierwszy na albumie Mercury Falling (1996)[1]
11. Balulalow – 3:08[14]
  - Słowa: tradycyjne[1]
  - Muzyka: Peter Warlock[1] (1894–1930)
12. "Cherry Tree Carol" – 3:10[14]
  - Utwór tradycyjny[1]
13. Lullaby for an Anxious Child – 2:52[14]
  - Słowa: Sting[1]
  - Muzyka: Dominic Miller[1]
  - Utwór (w innej aranżacji) znalazł się po raz pierwszy na singlu You Still Touch Me (MC, CDS, 1996)[1]
14. The Hurdy-Gurdy Man – 2:48[14]
  - Oryginalny tytuł: niem. Der Leiermann (pieśń z cyklu Podróż zimowa)[14]
  - Słowa (oryginalnie): Wilhelm Müller[1]
  - Słowa (angielska adaptacja): Sting[1]
  - Muzyka: Franz Schubert[1]
15. You Only Cross My Mind in Winter – 2:36[14]
  - Słowa: Sting[1][11]
  - Muzyka: Johann Sebastian Bach[1][11]

Utwory bonusowe (edycje limitowane, deluxe itp.):
1. Bethlehem Down[1]
  - Słowa: Bruce Blunt[15] (1899–1957)
  - Muzyka: Peter Warlock[15] (1894–1930)
  - Utwór w wykonaniu Stinga (w innej aranżacji) znalazł się po raz pierwszy na kompilacji Sweet Tracks 2003 (różni wykonawcy, listopad 2003)[15]
2. Blake's Cradle Song – 3:30
  - Oryginalny tytuł: A Cradle Song[1]
  - Słowa: William Blake

WikiźródłaZobacz publikację na Wikiźródłach: A Cradle Song (1789) (ang.).
3. Coventry Carol[1] – 2:34
  - tylko na edycji japońskiej

## Pozycje na listach
| Lista              | Kraj              | Pozycja |
| ------------------ | ----------------- | ------- |
| Billboard 200      | Stany Zjednoczone | 6       |
| Top Digital Albums | Stany Zjednoczone | 18      |
| Top Holiday Albums | Stany Zjednoczone | 1       |
| OLiS               | Polska            | 1       |